# Maurice Ewing

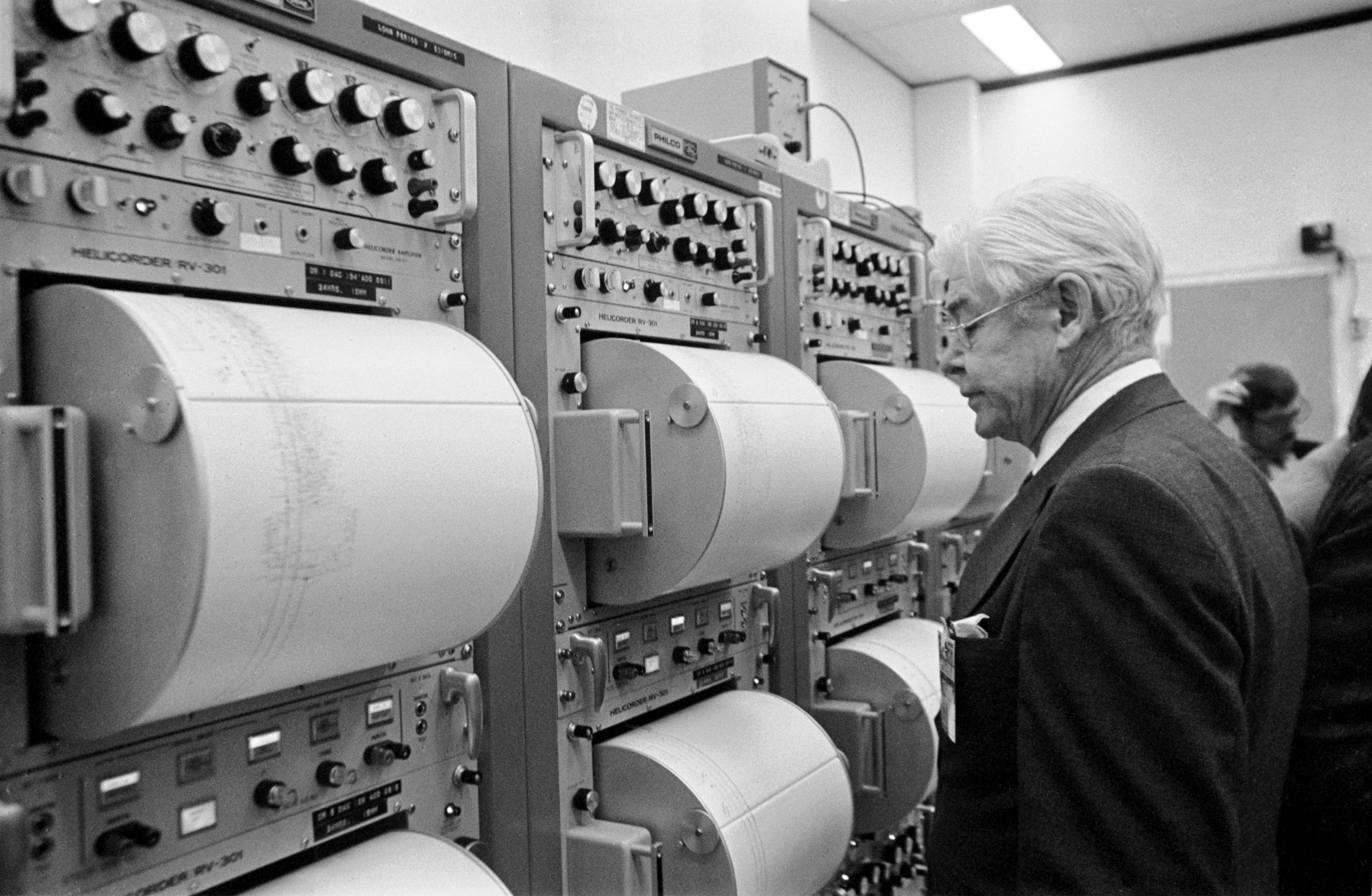
Ewing (1972)

William Maurice Ewing (* 12. Mai 1906 in Lockney, Texas; † 4. Mai 1974 in Galveston, Texas) war ein US-amerikanischer Geophysiker.

## Werdegang
Ewing war von 1944 bis 1949 Associate Professor, von 1947 bis 1959 Professor und von 1959 bis 1972 Higgins Professor of Geology an der Columbia University. Auf seine Anregung hin wurde 1949 das Lamont-Doherty Earth Observatory gegründet.
Ewing leistete wichtige Beiträge zur Geophysik. Insbesondere untersuchte er die Vorgänge bei der Ablagerung am Meeresboden und an Land. Ewing arbeitete auch zu Themen der Seismologie, der Erdbebenforschung und leistete Beiträge für den Nachweis unterirdischer Explosionen, zur Unterwasserakustik sowie zur Sedimentologie und Tektonik.
Ewing analysierte und deutete einen großen Teil des seismischen Spektrums von Erdbebenwellen, die sogenannte Coda. Er untersuchte die freien Schwingungen des Erdkörpers, den Geräuschkanal der Ozeane und die Dispersion von Schall in Meereswasser.
Ewing schlug die Nutzung des SOFAR-Kanals zur Ortung von über dem Meer abgestürzten Piloten vor. Er verbesserte oder konstruierte unter anderem den Bathythermographen, das Sonar, Hydrophone, Geräte zur Gravimetrie sowie Unterwasserkameras.
William Maurice Ewing wurde 1957 für seine herausragende Forschungsarbeit mit der höchsten Auszeichnung der American Geophysical Union, der William Bowie Medal, geehrt. Außerdem erhielt er u. a. 1963 den John J. Carty Award der National Academy of Sciences, deren Mitglied er seit 1948 war, 1964 die Goldmedaille der Royal Astronomical Society, 1965 die Vega-Medaille der Schwedischen Gesellschaft für Anthropologie und Geographie, 1973 die National Medal of Science und 1974 die Penrose-Medaille der Geological Society of America. Nach ihm selbst ist die Maurice Ewing Medal benannt, die seit 1976 von der American Geophysical Union verliehen wird. 1951 wurde Ewing in die American Academy of Arts and Sciences und 1959 in die American Philosophical Society gewählt. Seit 1956 war er auswärtiges Mitglied der Königlich Niederländischen Akademie der Wissenschaften. Nach ihm ist der Dorsa Ewing auf dem Erdmond benannt. Gleiches gilt für die Insel Ewing Island in der Antarktis.
Ewing starb am 4. Mai 1974 in Galveston, Texas, und wurde in Palisades, Bundesstaat New York, bestattet.